# Joshua Vanneck (1er baron Huntingfield)
Joshua Vanneck, 1er baron Huntingfield (31 décembre 1745 - 15 août 1816), connu sous le nom de Joshua Vanneck, 3e baronnet, de 1791 à 1796, est un marchand britannique et membre du Parlement.

## Biographie

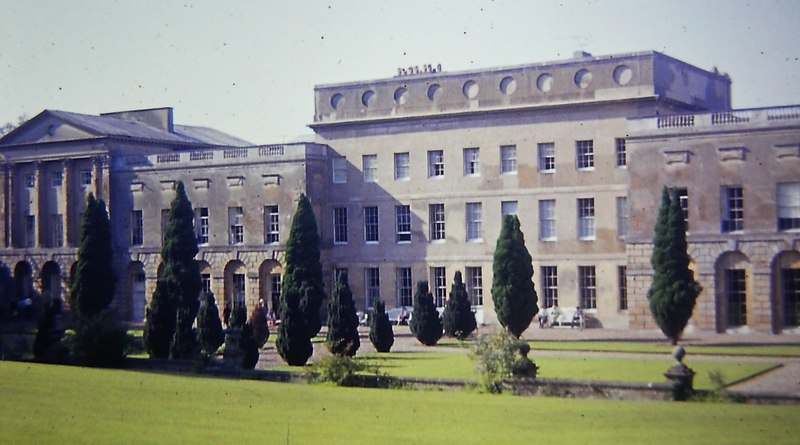
Heveningham Hall

Il est le deuxième fils du marchand londonien Joshua Vanneck, 1er baronnet et de Mary Anne Daubuz. La famille est d'origine néerlandaise. Il fait ses études au Collège d'Eton puis est devenu marchand à Londres comme son père.
En 1790, il succède à son frère aîné en tant que député de Dunwich, siège qu'il occupe jusqu'en 1816, et en 1791, il lui succède également en tant que troisième baronnet, héritant de Heveningham Hall dans le Suffolk. En 1796, il est élevé à la pairie d'Irlande en tant que baron Huntingfield.
Lord Huntingfield épouse Maria Thompson, fille d'Andrew Thompson, en 1777. Il est décédé en août 1816, à l'âge de 70 ans, et son fils aîné Joshua Vanneck (2e baron Huntingfield) lui succède.